# KSBニュース
『KSBニュース』（ケイエスビーニュース）は、瀬戸内海放送のスポットニュース番組の名称である。

## 番組概要
現在こそローカルニュースのみであるが、かつては末尾に「ANN」とつけて全国ニュースの差し替えタイトルにもなっていた（該当枠は土日の15時台と21時前）。
テレビ以外にも関連会社であるFM香川でのラジオニュースにも一部『KSBニュース』が使われ、配信される（一部時間帯と新聞休刊日）。

## 放送時間

### 固定枠
- 月曜 - 金曜
- 11:57 - 12:00（『大下容子 ワイド!スクランブル・第1部』に内包）
  - 11:42 - 11:45の関東ローカル枠は差し替え無しでそのまま放送。
  - 週末昼については土曜日は『Newsジェニック』の中でローカルニュースを放送。日曜日昼の『ANNニュース』のローカル枠では岡山県・香川県で余程のニュース・災害が無い限りは関東ローカルのニュースを差し替え無しでそのまま放送する。
- 20:54 - 21:00
  - 19時からの2時間特番の場合は、19:54の提供会社付ミニ番組を優先して放送する場合は中止する。
  - 19時からの3時間特番の場合は特番終了後にミニ番組振替コーナーがあり、19時台用と20時台用の2つ分がある場合と1つ分しか無い時の両方がある。2つ分ある時は先に19:54に提供会社付ミニ番組がある場合はこれを放送して、天気予報を放送する。1つ分だけの時は天気予報を放送する
  - 20時からの2時間特番の場合は、21時48分にニュースまたは天気予報を放送する。

## 担当者
- KSBアナウンサーが持ち回りで担当。

## かつて設置されていた枠
- 月曜 - 金曜 13:55・14:50（2000年4月 - 6月）
- 土曜 15:55・20:54 / 日曜 15:25・20:54（1999年6月まで『ANNニュース』タイトル差し替え。同年7月からは『ANNニュース』に統一）